# Tigran Mansurian
Tigran Yeghiayi Mansurian (ur. 27 stycznia 1939 w Bejrucie) − kompozytor ormiański.
W twórczości łączy współczesność z elementami muzyki tradycyjnej. Jest twórcą utworów instrumentalnych (Kwartet smyczkowy „Interior”, 1972; Muzyka nocna na orkiestrę, 1980) i wokalno-instrumentalnych (Intermezzo, 1973, Requiem 2011).